# Lasconotus montanus
Lasconotus montanus là một loài bọ cánh cứng trong họ Zopheridae. Loài này được Nikitsky & Slipinski miêu tả khoa học năm 2003.